# Sansón matando a un filisteo
Sansón matando a un filisteo es una escultura de mármol de Giambologna, ejecutada entre los años 1560 y 1562, es una de las grandes obras maestras del escultor, aparte de ser la única obra del artista que no se encuentra en Italia.

## Historia

### Creación
Fue encargado en 1560 por Francisco de Médici para concluir el proyecto de una ambiciosa fuente en Florencia. En realidad, la idea era que la estatua acompañase al David de Miguel Ángel en una increíble exposición frente al Palazzo Vecchio, en el centro histórico de la ciudad.

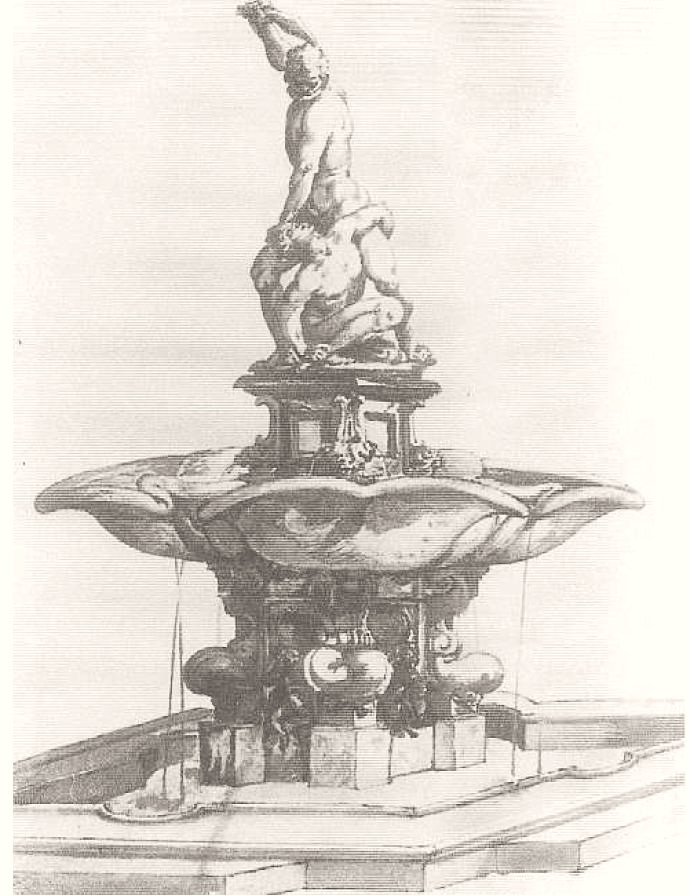
Dibujo sobre el aspecto de la fuente, con el grupo escultórico en su punto más alto.

### Etapa española
Más tarde, la escultura se convirtió en un regalo de Fernando I al Duque de Lerma, que afirmó públicamente sus intenciones de convertir el Palacio de la Ribera en toda una residencia aristocrática. Para ello, necesitó la ayuda de numerosos colaboradores, entre ellos Bartolomé Carducho, que se encargó personalmente en que las relaciones diplomáticas entre el Duque de Lerma y el Gran Duque de Toscana se mantuvieran en pie.
Finalmente, el grupo escultórico salió desde la ciudad de Livorno en el año 1601, a pesar de que el regalo complació mucho al Duque de Lerma, este necesitaba a toda costa ampliar los jardines del palacio vallisoletano, por lo que planificó la construcción de una fuente, la cual tenía que ser realizada bajo la custodia del Gran Duque. Este se comprometió plenamente en hacer el proyecto, aunque Giambologna no pudo realizar el monumento por su avanzada edad, un colaborador del artista, Cristoforo Stati de Bracciano, cumplió el astuto capricho del Duque de Lerma.

### Etapa británica
Tras un contrato entre Felipe IV y el Príncipe de Gales (futuro Carlos I de Inglaterra), la obra fue llevada a Inglaterra, donde fue admirada por el público hasta tal punto, que se convirtió en la escultura italiana más famosa del Gran Bretaña.

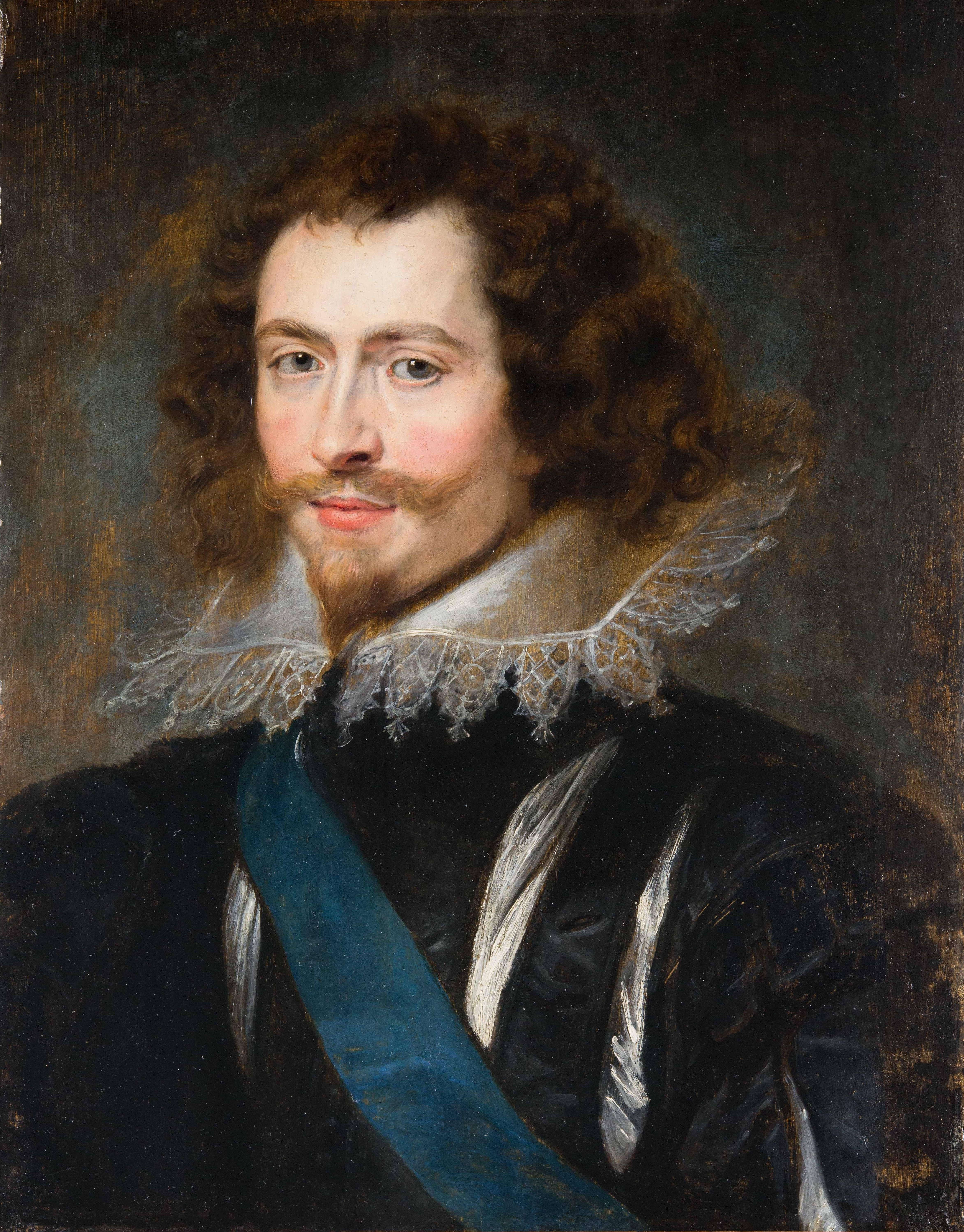
George Villiers, I Duque de Buckingham, valido de Carlos I, retratado por Peter Paul Rubens (c. 1623).

El Duque de Buckingham aplaudió la obra por su gran realismo, y posteriormente fue cambiando de dueño hasta que terminó finalmente en el Museo de Victoria y Alberto en el año 1954, donde se encuentra actualmente.

## Descripción
El grupo escultórico nos cuenta un relato del Antiguo Testamento, más concretamente el de Jueces, 15: 14-15, este habla sobre la visita de Sansón a tierras filisteas. Resulta que Sansón se estacionó en Lehi, donde numerosos soldados con armas de gran calibre lo esperaban, este cogió la quijada de un asno, con la que asesinó en cuestión de segundos a mil hombres, que tenían en mente acabar con la vida del hombre.
Se apoderó entonces de él el espíritu de Yavé, y las cuerdas que a los brazos tenía fueron como hilos de lino quemados por el fuego; las ligaduras cayeron de sus manos, y viendo cerca una quijada de asno fresca, la tomó y derrotó con ella a mil hombres.
Sobre las cualidades de la estatua, podemos apreciar un gran realismo, muy típico de Giambologna. Pero algo que también nos sorprende es el hecho de que el movimiento se vea tan fluido, Sansón, imponente en el acto, termina con la vida de un hombre desnudo, el cual grita arrodillado, atemorizado tras ver a su agresor a punto de golpearle.